# Trobada de les Aigües
La Trobada de les Aigües és un fenomen que es produeix en la confluència del riu Negro que és fosc i l'aigua del riu Solimões d'aigua tèrbola, on les aigües de dos rius corren de costat sense barrejar-se durant un tram de més de 6 km. És una de les principals atraccions turístiques de la ciutat de Manaus.
Aquest fenomen ocorre a causa de la diferència entre la temperatura i la densitat de l'aigua, i també la velocitat dels seus corrents, el Riu Negre va a uns 2 km/h a 28 °C, mentre que el riu Solimões va de 4 a 6 kmh a 22 °C.
Hi ha dotzenes d'agències de turisme que ofereixen el viatge a la regió, que solen incloure una volta pels rierols de la regió. Si el viatge es fa en un petit bot, els visitants poden tocar l'aigua en creuar d'una banda a les altres aigües, i la sensació que els rius tenen diferents temperatures.
Durant la pujada del riu que va de gener a juliol és la millor temporada per a un tour per observar la trobada de les aigües, ja que es pot entrar pels rierols amb canoes motoritzades. Es pot entrar pels forats i les braços del riu i poder veure animals com aus, micos i el peresós.
Està en construcció una plataforma d'observació, dissenyada per Oscar Niemeyer.